# نيك هارمر
نيك هارمر (بالإنجليزية: Nick Harmer)‏ هو موسيقي أمريكي، ولد في 23 يناير 1975 في لنداشتول في ألمانيا.

## وصلات خارجية
- نيك هارمر على موقع IMDb (الإنجليزية)
- نيك هارمر على موقع ميوزك برينز (الإنجليزية)
- نيك هارمر على موقع أول ميوزيك (الإنجليزية)
- نيك هارمر على موقع ديسكوغز (الإنجليزية)
- نيك هارمر على موقع قاعدة بيانات الفيلم (الإنجليزية)